# Gramado Challenger 1991
Il Gramado Challenger 1991 è stato un torneo di tennis facente parte della categoria ATP Challenger Series nell'ambito dell'ATP Challenger Series 1991. Il torneo si è giocato a Gramado in Brasile dall'8 al 14 luglio 1991 su campi in cemento.

## Vincitori

### Singolare
Laurent Prades ha battuto in finale  Fernando Roese con il punteggio di 7–5, 6–7, 6–4

### Doppio
Nelson Aerts /  Fernando Roese hanno battuto in finale  Bertrand Madsen /  Gerardo Martínez con il punteggio di 6–4, 6–4